# Match des champions 2009
Il Match des champions 2009 è la 5ª edizione del Match des champions.
Si è disputato il 25 settembre 2009 tra i seguenti due club:
- ASVEL, campione di Francia 2008-09
- Le Mans, vincitore della Coppa di Francia 2008-09

## Finale
| Arbitri: | Bichon Mateus Greva |

| |            | |
| Dixon 20 | Punti      | 14 Diot                                                                                                |
| Kangur 3 | Assist     | 2 Wright, Yango                                                                                        |
| Campbell, Dixon, Kangur 4 | Rimbalzi   | 5 Diot, Rupert, Spencer                                                                                |
| 5 Lukauskis• 6 Lacombe• 8 Borchardt• 9 Jeanneau• 10 Dewar 12 Traoré• 13 Campbell• 14 Kangur• 15 Da Silveira• 16 Fofana• 18 Sanchez• 20 Dixon | Formazioni | 5 Kahudi• 6 Spencer• 8 Diot• 9 N'Doye• 11 Yango 4 Wright• 12 Rupert• 13 Batista• 15 Salyers• 16 Samaké |
| Vincent Collet | Allenatori | J.D. Jackson                                                                                           |